# Święta rodzina, czyli krytyka krytycznej krytyki

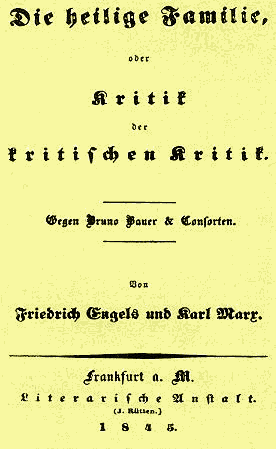
Święta rodzina czyli krytyka krytycznej krytyki

Święta rodzina czyli krytyka krytycznej krytyki. Przeciwko Brunonowi Bauerowi i spółce (tyt. oryg. Die heilige Familie, oder Kritik der kritischen Kritik. Gegen Bruno Bauer & Consorten) – praca ogłoszona w lutym 1845 roku wspólnie przez Karola Marksa i Fryderyka Engelsa, choć przy znacznie mniejszym udziale tego drugiego.
Praca jest radykalnym zerwaniem obu myślicieli z młodoheglizmem, wyrażonym w bezpardonowej krytyce filozofii Brunona i Edgara Bauerów (stąd tytuł Święta rodzina...), na rzecz komunizmu jako ruchu klasy robotniczej. W tym dziele Marks i Engels są już materialistami dialektycznymi i komunistami, chociaż tu uwidacznia się wpływ materializmu feuerbachowskiego.

## Wydania polskie
- K. Marks, F. Engels, Święta rodzina czyli krytyka krytycznej krytyki. Przeciwko Brunonowi Bauerowi i spółce, Wyd. KiW, Warszawa 1957, ss. 288.[3]